# Drakbåts-VM för landslag 2001

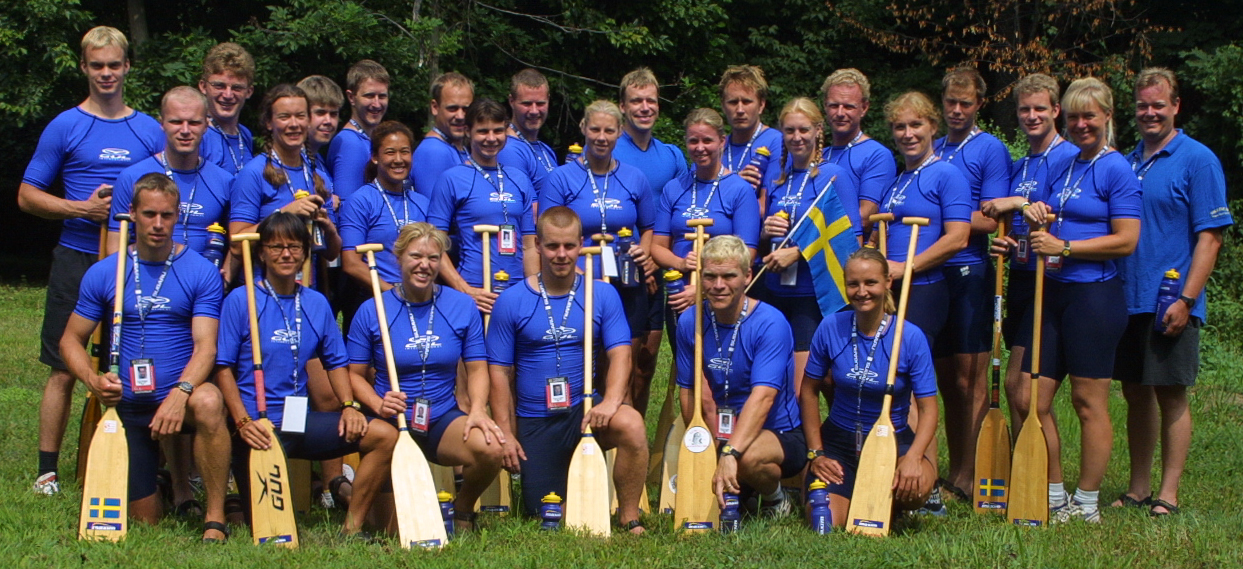
Det svenska landslaget i 20-manna mixed.

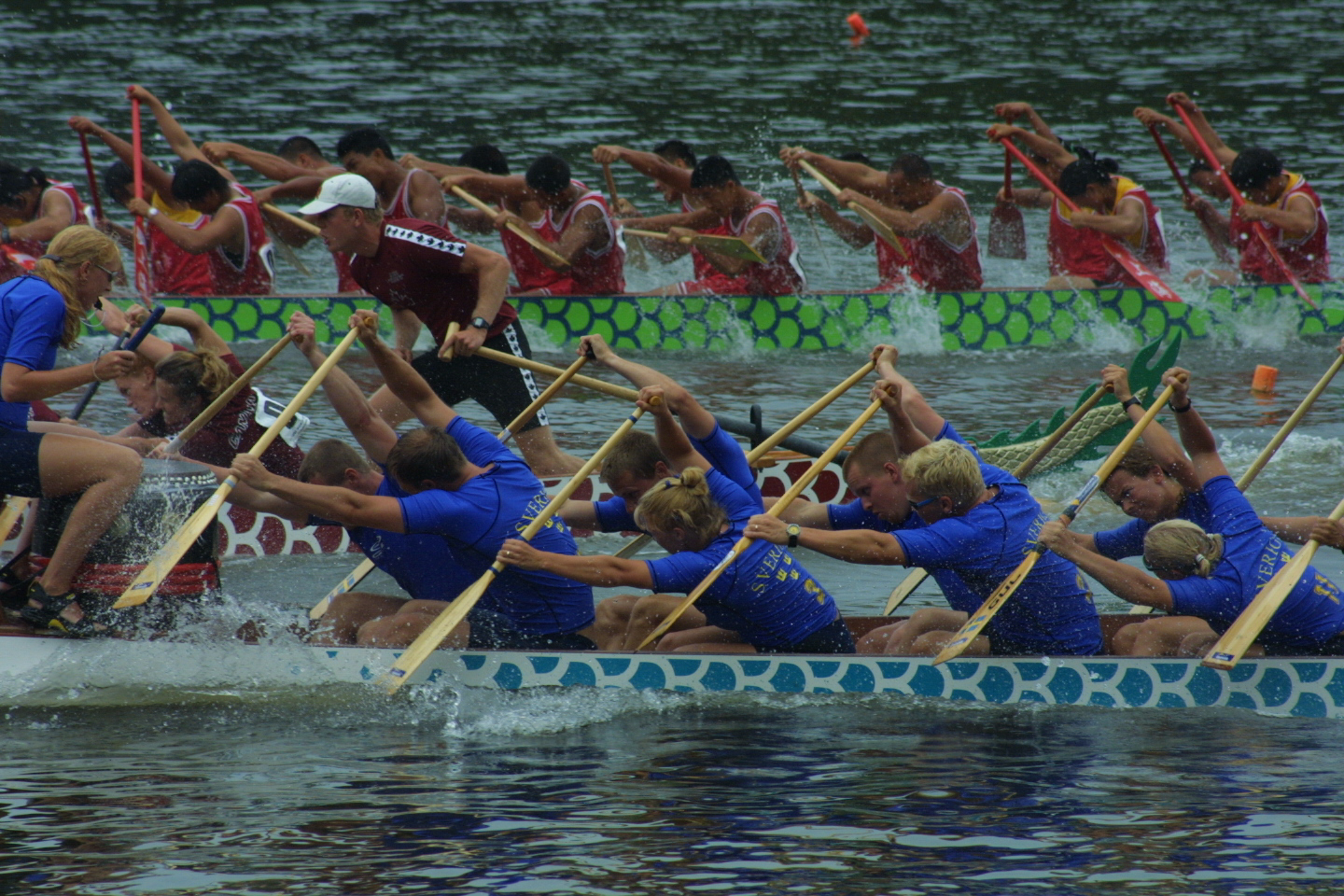
20-manna mixed, Sverige närmast i bild.

Drakbåts-VM för landslag 2001 anordnades av IDBF i Philadelphia i USA den 2–5 augusti. Distanserna var 200 meter, 500 meter och 1 000 meter. Det tävlades enbart i 20-mannabåtar i dam-, mixed- och open-klasser på junior-, senior- och master-nivå.

## Medaljtabell
| Pl.    | Nation         | Guld | Silver | Brons | Totalt |
| ------ | -------------- | ---- | ------ | ----- | ------ |
| 1      | Tyskland       | 8    | 3      | 3     | 14     |
| 2      | Ryssland       | 7    | 7      | 3     | 17     |
| 3      | USA            | 3    | 5      | 7     | 15     |
| 4      | Kina           | 2    | 0      | 1     | 3      |
| 5      | Storbritannien | 0    | 2      | 5     | 7      |
| 6      | Italien        | 0    | 2      | 0     | 2      |
| 7      | Ryssland       | 0    | 1      | 1     | 2      |
| NP     | Taiwan         | 0    | 0      | 0     | 0      |
| NP     | Australien     | 0    | 0      | 0     | 0      |
| NP     | Japan          | 0    | 0      | 0     | 0      |
| NP     | Macau          | 0    | 0      | 0     | 0      |
| NP     | Nederländerna  | 0    | 0      | 0     | 0      |
| NP     | Filippinerna   | 0    | 0      | 0     | 0      |
| NP     | Sverige        | 0    | 0      | 0     | 0      |
| NP     | Polen          | 0    | 0      | 0     | 0      |
| NP     | Schweiz        | 0    | 0      | 0     | 0      |
| Totalt | Totalt         | 20   | 20     | 20    | 60     |

## Medaljsammanfattning

### Premier
| Klass                  | Guld | Silver | Brons |
| 250m, premier herrar   |      |        |       |
| 500m, premier herrar   |      |        |       |
| 1 000m, premier herrar |      |        |       |
| 250m, premier damer    |      |        |       |
| 500m, premier damer    |      |        |       |
| 1 000m, premier damer  |      |        |       |
| 250m, premier mixed    |      |        |       |
| 500m, premier mixed    |      |        |       |

### Junior
| Klass                 | Guld | Silver | Brons |
| 250m, junior herrar   |      |        |       |
| 500m, junior herrar   |      |        |       |
| 1 000m, junior herrar |      |        |       |
| 250m, junior mixed    |      |        |       |
| 500m, junior mixed    |      |        |       |

### Senior
| Klass                 | Guld | Silver | Brons |
| 250m, senior herrar   |      |        |       |
| 500m, senior herrar   |      |        |       |
| 1 000m, senior herrar |      |        |       |
| 250m, senior damer    |      |        |       |
| 500m, senior damer    |      |        |       |
| 250m, senior mixed    |      |        |       |
| 500m, senior mixed    |      |        |       |